# Кардозо Феликс Силва, Клаудиней
Ней (полное имя Клаудиней Кардозо Феликс Силва, порт. Claudinei Cardoso Félix Silva; Nei; родился 6 декабря 1985 года в Браганса-Паулисте) — бразильский футболист, правый фланговый латераль (защитник и полузащитник).

## Биография
Ней воспитывался в молодёжных академиях клубов «Палмейрас», «Коринтианс», «Брагантино» и «Понте-Прета». В составе последнего клуба Ней дебютировал в профессиональном футболе в 2006 году. Следующие три сезона выступал в клубе «Атлетико Паранаэнсе», где выиграл чемпионат штата в 2009 году. В том же году Ней был признан одним из лучших латералей (фланговых игроков) в чемпионате Бразилии. Игрок также получил приз имени журналиста Армандо Ногейры.
В конце 2009 года было объявлено о переходе Клаудинея в «Интернасьонал». 23 февраля 2010 года Ней дебютировал в своём новом клубе в матче Кубка Либертадорес против эквадорского «Эмелека». Ней стал одним из ключевых игроков «Интера» в победной кампании Кубка Либертадорес 2010, вытеснив из основы уругвайского игрока Бруно Сильву.
В 2013 году перешёл в «Васко да Гаму». Из-за травм игроков и ухода Деде в «Крузейро» к апрелю, то есть спустя 4 месяца пребывания в команде, Ней стал исполнять обязанности капитана «Васко да Гамы». После вылета «Васко» из Серии A в 2015 году, куда «адмиралы» вышли годом ранее, руководство клуба выставила игрока на трансфер. В 2016 году Ней выступал за «Парану».

## Достижения
- Чемпион штата Рио-де-Жанейро (1): 2015
- Чемпион штата Риу-Гранди-ду-Сул (2): 2011, 2012
- Чемпион штата Парана (1): 2009
- Обладатель Кубка Либертадорес (1): 2010
- Обладатель Рекопы Южной Америки (1): 2011